# Coxis
En los primates hominoides, entre los que se incluye la especie humana, el coxis o cóccix (del latín coccyx, y este del griego κόκκυξ /kokix/) es la última pieza ósea de la columna vertebral y el vestigio de una cola que, en el caso de los embriones humanos, aparece hacia el final de la cuarta semana del desarrollo embrionario para desaparecer en el inicio de la octava semana (Moore y Persaud, 2003). A partir de la octava semana de su desarrollo, el embrión deja de tener una cola diferenciada y pasa a tener una columna vertebral terminada en un coxis interno.
El coxis es un hueso corto, impar, central,  simétrico, en forma de triángulo, con base, vértice, dos caras laterales y dos bordes. Está compuesto de tres a cinco piezas óseas separadas o fusionadas (las vértebras coccígeas) y se encuentra justo debajo del hueso sacro, al que se adjunta mediante una articulación fibrocartilaginosa, la sínfisis sacrococcígea, que permite un movimiento limitado entre sacro y coxis. A pesar de ser el vestigio de una cola, el coxis posee todavía una función anatómica, pues sirve de apoyo para un cierto número de ligamentos y músculos.
El coxis no participa con las demás vértebras para soportar el peso corporal en bipedestación; sin embargo, en sedestación puede flexionarse anteriormente de forma ligera, lo que indica que está soportando parte del peso. El coxis ofrece inserciones para parte de los músculos glúteo mayor y coxígeo y para el ligamento anocoxígeo, intersección fibrosa de los músculos pubocoxígeos.
El coxis se clasifica dentro de los huesos de las extremidades inferiores, ya que las vértebras de la columna están unidas al sacro y este posteriormente al coxis, por debajo del sacro continúan las vértebras coxígeas, las que sí reciben la categoría de huesos vertebrales.

## Descripción anatómica
La cara pélvica del coxis es cóncava y bastante lisa, y la cara dorsal posee apófisis articulares rudimentarias. La Co1 es la más grande y ancha de todas las vértebras coxígeas. Sus apófisis transversas cortas se comunican con el hueso sacro, y sus apófisis articulares rudimentarias forman las astas del coxis, que se articulan con las correspondientes del sacro. Las tres últimas vértebras coxígeas suelen fusionarse durante las etapas intermedias de la vida, creando un hueso arrosariado, de donde procede su nombre. Con la vejez, la Co1 suele unirse con el sacro y las vértebras coxígeas restantes se funden en un solo hueso.

## Importancia clínica

### Lesiones
Las lesiones en el coxis pueden dar lugar a una condición dolorosa llamada coxidinia.

Una fractura en el coxis es una ruptura en la rabadilla. Las causas más frecuentes para las fracturas de coxis incluyen:
- Caídas sobre los glúteos. Con frecuencia, patinar y otras actividades que desembocan en caídas en posición sentada contribuyen a este tipo de fracturas.
- Durante el parto, los recién nacidos pueden romper el coxis cuando atraviesan el canal.

### Cáncer
Se conoce un buen número de tumores que involucran al cóccix. De éstos, el más común es el teratoma sacrococcígeo. Tanto la coxidinia como los tumores coccígeos pueden requerir la extirpación quirúrgica del cóccix (coccigectomía). Una complicación de la coccigectomía es la hernia coccígea.

## En otros animales
El coxis es el segmento final de la columna vertebral en los seres humanos, simios y otros mamíferos como los caballos. En los animales con colas óseas se conoce como base de la cola y, en la anatomía de aves, la base.